# Adam Blythe
Pour les articles homonymes, voir Blythe.
Adam Blythe, né le 1er octobre 1989 à Sheffield, est un coureur cycliste britannique, professionnel entre 2010 et 2019.

## Biographie

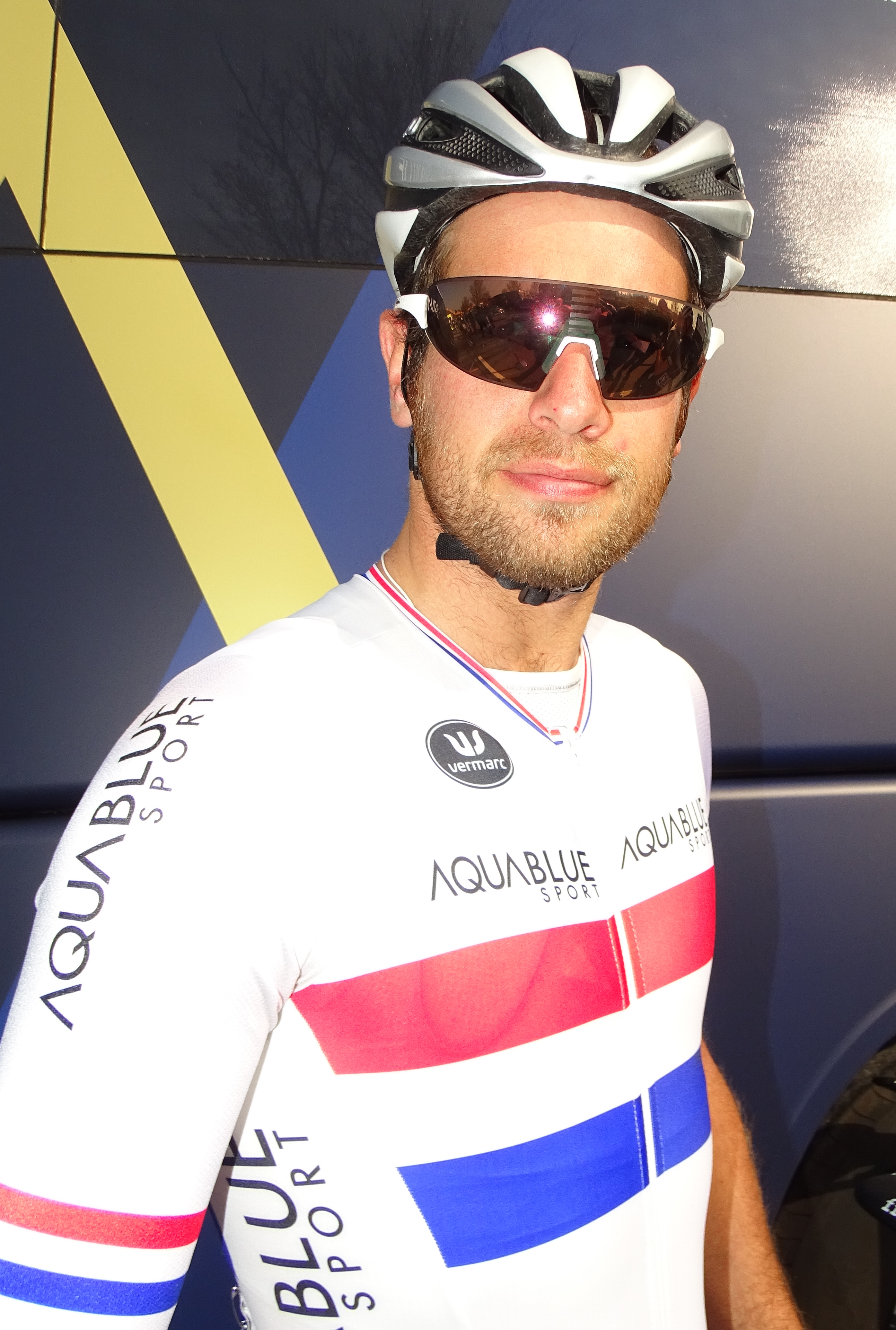
Adam Blythe revêtant son maillot de champion national lors du départ de la 1re étape des Trois Jours de La Panne 2017 à Adinkerque.

Né à Sheffield, Adam Blythe commence à faire du vélo très jeune avec au sein du Sheffield Phoenix, club local. En février 2008, il quitté l'Académie du cyclisme britannique par consentement mutuel et part courir en Belgique.
Il rejoint l'équipe de niveau amateur Davo-Lotto-Davitamon, sous la tutelle de Kurt Van De Wouwer, un ancien professionnel. Il effectue un stage fin 2009 avec l'équipe ProTour Silence-Lotto, puis il devient professionnel en 2010. Il s'adjuge deux étapes et le classement général du Circuit franco-belge, ainsi que le Prix national de clôture à la fin de sa première saison chez les professionnels. 
En 2012, il rejoint l'équipe américaine BMC Racing, où il suit son coéquipier et ami proche Philippe Gilbert. Il remporte la 1re étape de Paris-Corrèze et la semi-classique Binche-Tournai-Binche. Non conservé à l'issue de ses deux années de contrat, il signe en 2014 avec la nouvelle équipe britannique NFTO, qui évolue en troisième division.
Après une année très réussie en compétition sur la scène nationale britannique, il rejoint l'équipe World Tour australienne Orica-GreenEDGE pour la saison 2015. En août, après une saison, il annonce avoir signé chez Tinkoff pour la saison 2016, où il retrouve le directeur sportif Sean Yates, avec qui, il a travaillé chez NFTO. Il devient cette-année là champion de Grande-Bretagne sur route. Tinkoff s'arrêtant à la fin de 2016, Blythe rejoint la nouvelle équipe irlandaise Aqua Blue Sport en 2017. Durant deux saisons, il obtient plusieurs places d'honneur sur le circuit européen et une victoire au Tour des onze villes 2018.
En 2019, avec l'arrêt d'Aqua Blue Sport, il retourne au sein de l'équipe qui l'a fait passer professionnel, devenue entre-temps Lotto-Soudal. Il retrouve également Caleb Ewan qui a signé pour remplacer André Greipel en tant que sprinteur de Lotto. Blythe fera partie de son train pour les sprints. Fin juillet, il est présélectionné pour représenter son pays aux championnats d'Europe de cyclisme sur route. Fin 2019, il met un terme à sa carrière à 30 ans. 

## Palmarès sur route

### Par années
- 2005
  -  Médaillé d'argent de la course en ligne au Festival olympique de la jeunesse européenne
- 2007
  - Kuurnse Leieomloop
  - Trois Jours d'Axel :
    - Classement général
    - 1re et 4e étapes
- 2008
  - Coupe Marcel Indekeu
  - 2e étape du Tour de Hong Kong Shanghai
  - 2e du Grand Prix de la ville de Vilvorde
- 2009
  - Circuit Jean Bart
  - 7e étape du Tour de Thuringe
  - 2e du Grand Prix du 1er mai
  - 3e de la Zuidkempense Pijl
- 2010
  - Circuit franco-belge :
    - Classement général
    - 1re et 3e étapes

  - Prix national de clôture
  - 3e du Circuit du Houtland
- 2011
  - 3e du Tour de Drenthe
  - 3e du Grand Prix de la ville de Zottegem
- 2012
  - 1re étape de Paris-Corrèze
  - Binche-Tournai-Binche-Mémorial Frank Vandenbroucke
  - 2e du Circuit du Houtland
  - 3e de l'Handzame Classic
- 2013
  - 2e étape du Tour du Qatar (contre-la-montre par équipes)
- 2014
  - Otley Grand Prix
  - London Ride Classic
  - 2e du Jock Wadley Memorial
  - 2e du Sheffield Grand Prix
  - 2e du Beverley Grand Prix
  - 3e du Beaumont Trophy
- 2015
  - 3e du Tour de Corée
- 2016
  -  Champion de Grande-Bretagne sur route
- 2017
  - 2e de la Nokere Koerse
  - 2e de la Handzame Classic
- 2018
  - Tour des onze villes
  - 2e du championnat de Grande-Bretagne sur route

### Résultats sur les grands tours

#### Tour d'Italie
3 participations
- 2010 : abandon (11e étape)
- 2011 : abandon (10e étape)
- 2013 : 167e

#### Tour d'Espagne
1 participation
- 2017 : 155e

### Classements mondiaux
| Année           | 2009 | 2010 | 2011 | 2012 | 2013 | 2014 | 2015 | 2016 | 2017 |
| --------------- | ---- | ---- | ---- | ---- | ---- | ---- | ---- | ---- | ---- |
| UCI World Tour  |      |      | 230e | 247e | nc   |      | nc   | 215e |      |
| UCI Asia Tour   | 77e  |      |      |      |      |      |      |      | 420e |
| UCI Europe Tour |      |      |      |      |      | 90e  |      | 491e | 93e  |

## Palmarès sur piste

### Championnats d'Europe
- Athènes 2006
  -  Champion d'Europe de poursuite par équipes juniors (avec Jonathan Bellis, Steven Burke et Peter Kennaugh)
- Cottbus 2007
  -  Champion d'Europe de poursuite par équipes juniors (avec Peter Kennaugh, Mark McNally et Luke Rowe)

### UIV Cup U23
- 2007
  - UIV Cup Gand, U23 (avec Peter Kennaugh)

### Championnats nationaux
- 2005
  -  Champion de Grande-Bretagne du scratch juniors
- 2006
  - 2e du championnat de Grande-Bretagne de course aux points juniors
  - 2e du championnat de Grande-Bretagne de l'américaine
- 2007
  -  Champion de Grande-Bretagne de l'américaine (avec Luke Rowe)
  - 3e du championnat de Grande-Bretagne de course aux points juniors
- 2013
  - 2e du championnat de Grande-Bretagne de l'américaine
- 2014
  - 2e du championnat de Grande-Bretagne de poursuite par équipes